# Fosfaterium
Phosphatherium – wymarły gatunek prymitywnych trąbowców, żyjący w paleocenie i eocenie, 56 milionów lat temu w północnej Afryce.

Znany z fragmentarycznych szczątków pochodzących z paleocenu (Thanetian) z Ouled Abdoun Basin w Maroku. Jeden z najstarszych trąbowców i jednocześnie jeden z najmniejszych: 60 cm długości i 15 kg wagi. Podobnie jak późniejszy, blisko spokrewniony, Moeritherium, zwierzę prawdopodobnie prowadziło ziemnowodny tryb życia, jedząc rośliny.

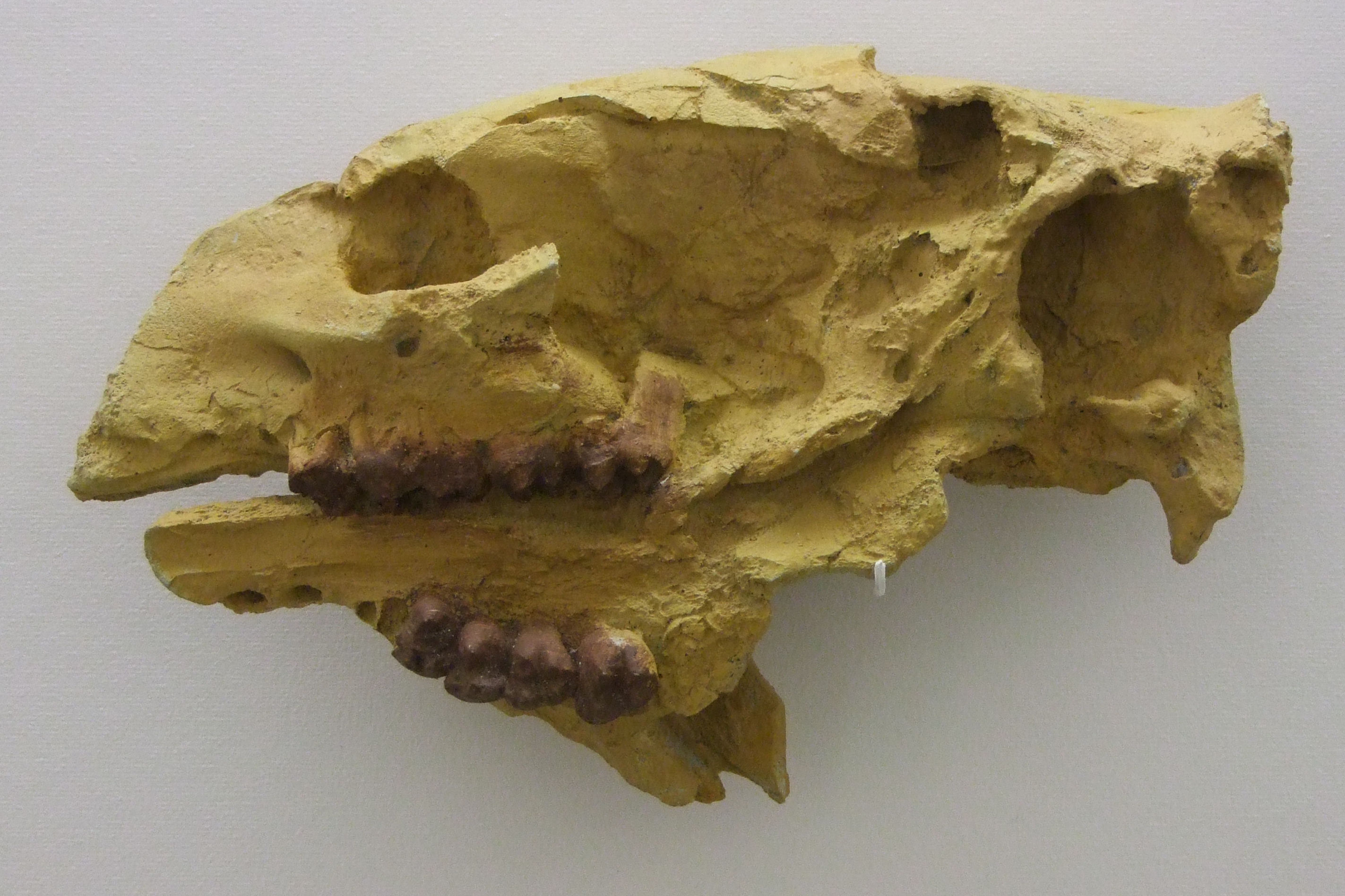
Czaszka Phosphatherium
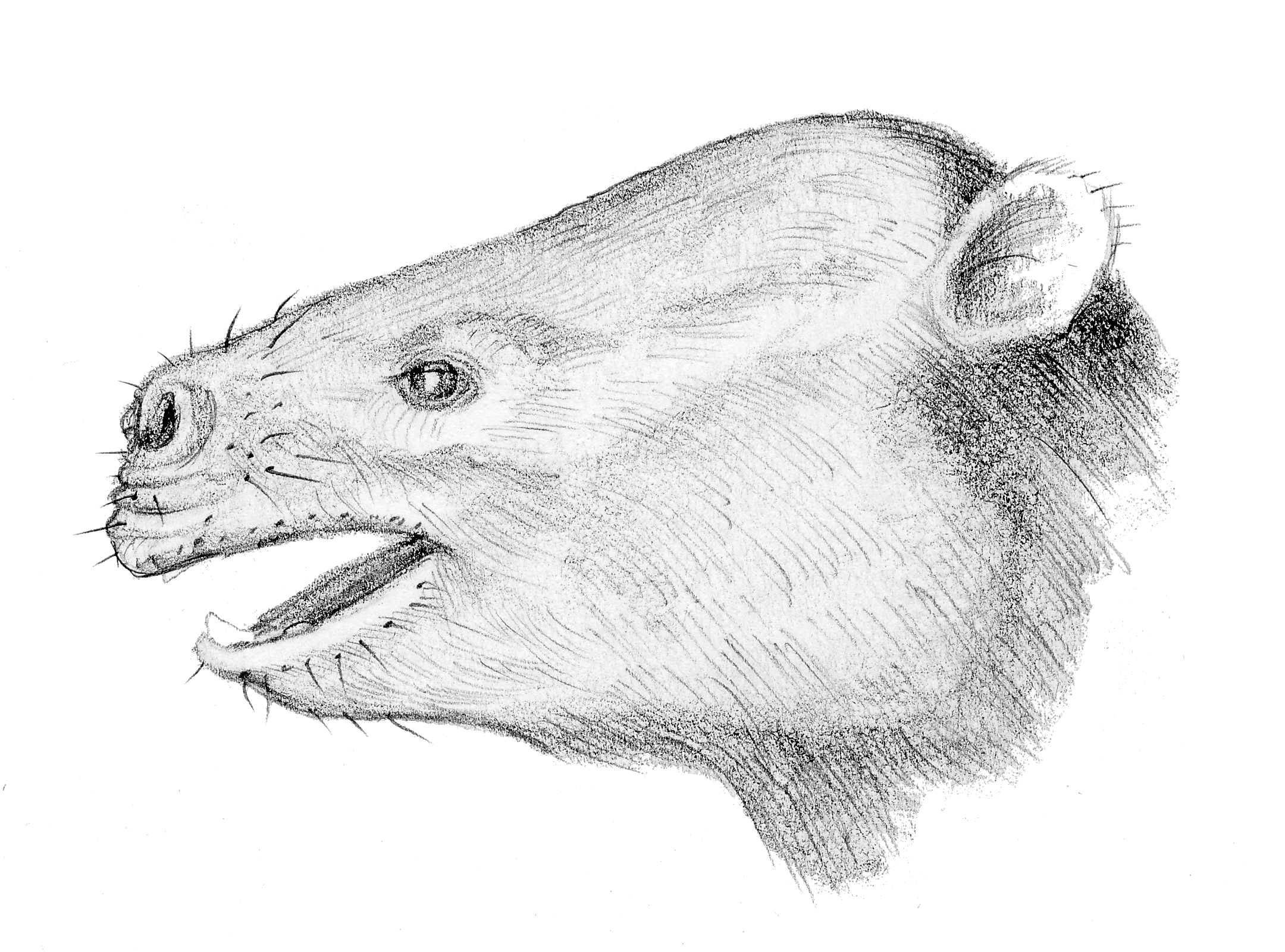
Grafika przedstawiająca szacowany wygląd głowy Phosphatherium